# Selepa molybdea
Selepa molybdea är en fjärilsart som beskrevs av George Francis Hampson 1912. Selepa molybdea ingår i släktet Selepa och familjen trågspinnare. Inga underarter finns listade i Catalogue of Life.